# I Never Loved a Man the Way I Love You
I Never Loved a Man the Way I Love You (укр. Я ніколи нікого не любила так, як тебе) — студійний альбом американської співачки Арети Франклін, що вийшов 1967 року.

## Про альбом
Цей альбом став десятим для 24-річної американської співачки Арети Франклін. Попередні дев'ять вона випустила на лейблі Columbia Records протягом шести років, але так і не досягла суттєвого успіху. Через це Франклін дочекалася закінчення контракту і погодилась на пропозицію продюсера Джеррі Векслера перейти на лейбл Atlantic Records. Якщо до цього вона переважно співала поппісні, то новий менеджер намагався створити з Франклін зірку у новому жанрі соул, використавши її госпел-корені.
Запис альбому розпочався в січні 1967 року в студії FAME Studios в місті Масл-Шолс, штат Алабама, куди Франклін приїхала з продюсером Джеррі Векслером та чоловіком Тедом Вайтом. Однією з перших пісень, що вона записала разом із місцевими музикантами, стала «I Never Loved a Man (The Way I Love You)». Проте далі у співачки та її чоловіка розпочалися конфлікти з менеджером студії, Тед Вайт навіть побився із трубачем Мелвіном Ласті. Друга пісня «Do Right Woman, Do Right Man» так і залишилася недописаною, а студійну сесію, яка мала тривати тиждень, було скасовано. Проте пісню «I Never Loved a Man (The Way I Love You)» було видано як сингл, і врешті решт вона посіла першу сходинку в чарті R&B-пісень, а також дев'яте місце в хіт-параді Billboard Hot 100.
Решту пісень з альбому було записано пізніше в Нью-Йорку, починаючи з лютого 1967 року. Зокрема, в День святого Валентина Арета Франклін записала пісню «R-E-S-P-E-C-T», яка стала другим синглом з платівки. Її автором та першим виконавцем був Отіс Реддінг, але популярність пісні була незначною. Франклін змінила стать головного героя, трохи виправила текст та аранжування, і результат перевершив всі очікування. Пісня стала справжнім гімном Руху за громадянські права афроамериканців, посіла перше місце в хіт-парадах, а сингл було продано в США накладом понад 1 млн примірників. Іншою піснею, яка була присвячена боротьбі за громадянські права, була «A Change Is Gonna Come». Серед інших пісень, що увійшли до альбому, кантрі-композиція «Do Right Woman, Do Right Man», госпел-трек «Dr. Feelgood (Love Is A Serious Business)», та багато інших.
Альбом I Never Loved a Man the Way I Love You вийшов 10 березня 1967 року, посів друге місце в чарті альбомів США, а до кінця року отримав «золоту» сертифікацію. Перші відгуки в журналі Rolling Stone були досить стриманими; оглядач критикував недостатню універсальність, слабку інструментальну складові та недоліки продакшну. Проте з часом цей альбом став вважатися справжньою класикою, що перетворив Арету Франклін на «королеву соула». 2002 року Rolling Stone поставили його на вершину списку 50 визначальних альбомів, записаних жінками, а 2020 року — на 13 місце в списку 500 найкращих альбомів усіх часів.

## Список композицій
| Сторона А | Сторона А                                  | Сторона А                        | Сторона А  |
| #         | Назва                                      | Автор                            | Тривалість |
| --------- | ------------------------------------------ | -------------------------------- | ---------- |
| 1.        | «Respect»                                  | Отіс Реддінг                     | 2:29       |
| 2.        | «Drown in My Own Tears»                    | Генрі Гловер                     | 4:07       |
| 3.        | «I Never Loved a Man (The Way I Love You)» | Ронні Шеннон                     | 2:51       |
| 4.        | «Soul Serenade»                            | Кертіс Оуслі, Лютер Діксон       | 2:39       |
| 5.        | «Don't Let Me Lose This Dream»             | Арета Франклін, Тед Вайт         | 2:23       |
| 6.        | «Baby, Baby, Baby»                         | Арета Франклін, Керолін Франклін | 2:54       |

| Сторона Б | Сторона Б                                   | Сторона Б                       | Сторона Б  |
| #         | Назва                                       | Автор                           | Тривалість |
| --------- | ------------------------------------------- | ------------------------------- | ---------- |
| 7.        | «Dr. Feelgood (Love Is a Serious Business)» | Арета Франклін, Тед Вайт        | 3:23       |
| 8.        | «Good Times»                                | Сем Кук                         | 2:10       |
| 9.        | «Do Right Woman, Do Right Man»              | Ден Пенн, Чіпс Момен            | 3:16       |
| 10.       | «Save Me»                                   | Оуслі, А. Франклін, К. Франклін | 2:21       |
| 11.       | «A Change Is Gonna Come»                    | Сем Кук                         | 4:20       |